# Дорожно-транспортное происшествие
Доро́жно-тра́нспортное происше́ствие (ДТП) — событие, возникшее в процессе движения по дороге транспортного средства и с его участием, при котором погибли или пострадали люди или повреждены транспортные средства, сооружения, грузы, либо причинён иной материальный ущерб.

## История
Паровая телега Кюньо, дальний предок автомобиля, потеряла управление и врезалась в стену (водитель уцелел). Первый известный наезд дорожного механического транспортного средства на кого-то со смертельным исходом — британская учёная Мэри Уорд, которая в 1869 году выпала из паромобиля прямо под колесо. Также зафиксирован взрыв паромобильного котла с жертвами, случившийся в 1834 году, что тоже по российским ПДД считается ДТП.
Эти случаи, по-видимому, были уже статистикой, а не чем-то исключительным  — с 1865 действовал Локомотивный акт в самой жёсткой редакции: ограничения скорости 2 мили в час в городе и 4 за городом, а при езде с прицепом впереди должен идти человек с красным флагом. Некто Джон Лиминг оценил, что за период 1863—1870 в Британии было 470 транспортных смертей в год на 1 млн человек: 76 на железной дороге, 143 на дорогах и 251 на водном транспорте (для сравнения 1963 год — 325 = 10 + 278 + 37).
В 1920-е годы в США появилась концепция ОСАГО — страхования ущерба чужому имуществу в ДТП.
Бела Барени с 1920-х годов стал отцом пассивной безопасности — мер по снижению тяжести случившихся ДТП. Первый «мерседес», построенный по его принципам, вышел в 1959 году. В том же 1959 году Нильс Болин предлагает трёхточечный ремень безопасности современного типа.
В 1956 году в Швеции стали устанавливать ремни безопасности на обычные серийные автомобили «Вольво», что снизило смертность в автоавариях в несколько раз, в СССР стали устанавливать ремни безопасности с 1971 года, водителей обязали пристёгиваться ремнями безопасности в СССР в 1979 году.
В 1965 году вышла книга Ральфа Нейдера «Опасен на любой скорости», обратившая внимание на недостаточную активную и пассивную безопасность тогдашних американских автомобилей, плохую организацию движения.
В 1997 году Швеция начала смелую программу по искоренению смертельных ДТП, и за 20 лет сумела снизить и без того хорошие результаты в два с половиной раза, до 22 убитых на миллион (Россия 2010-х — около 150).
Генеральная Ассамблея ООН в октябре 2005 года предложила государствам-членам ООН и международному сообществу объявить ежегодный Всемирный день памяти жертв дорожно-транспортных происшествий.
В мае 2016 случилось первое смертельное ДТП с беспилотным автомобилем, где достоверно известно, что автопилот был включён: во Флориде Tesla Model S въехала в тягач, поворачивавший налево. Камера «не увидела» белый прицеп на фоне яркого неба, а владелец «теслы» бросил руль, что запрещается. В Китае в январе 2016 было похожее ДТП (оранжевый грузовик в рыжем смоге), но Tesla так и не признала, что автопилот работал.

## Классификация ДТП[источникне указан 1602 дня]
- столкновение
- наезд на стоящее транспортное средство
- наезд на препятствие
- наезд на пешехода
- наезд на велосипедиста
- наезд на животное
- наезд на место ДТП (т. н. вторичное ДТП).
- происшествия с перевозимым грузом
- иные виды ДТП (происшествия, не относящиеся к указанным выше видам)

## Основные поражающие факторы при ДТП
- динамический удар, вызванный почти мгновенной остановкой транспортного средства.
- травмирование обломками и частями транспортных средств
- синдром длительного сдавления при зажатии пострадавших частями транспортных средств
- воздействие высокой температуры и выделяющихся газов в случае возникновения пожара
- воздействие опасных веществ при участии спецтранспорта, перевозящего опасные грузы

## Факторы риска
К факторам риска относят:
- нарушение правил дорожного движения, в том числе:
  - вождение в состоянии алкогольного опьянения;[8]
  - наркотическое опьянение;
  - превышение допустимой скорости движения;
  - неиспользование ремней безопасности;[8]
  - неиспользование специальных детских удерживающих средств;
  - использование неисправного транспортного средства. (Неисправные тормоза, рулевое управление, перегоревшие лампочки в фарах и задних фонарях, указателях поворотах и т.д.}
- усталость водителя (водитель при сильной усталости может заснуть за рулём, см. также  микросон)
- Рассеянность внимания
- Дорожный гипноз
- Проблемы со здоровьем у водителя: слабое зрение с недостаточной коррекцией, куриная слепота, плохой слух, кашель, насморк, высокая температура, головная боль, зубная боль, лихорадка, рвота, эпилепсия, инфаркт, инсульт, внезапная смерть, потеря сознания и т.д...
- Отсутствие зеркал заднего вида или недостаточное их количество.
- несанкционированное умышленное использование транспортного средства лицам не имеющим удостоверения на право управления определённой категории транспортных средств;
- использование транспортного средства лицами имеющими противопоказания к управлению определённого вида транспортных средств (как умышленно, так и ввиду  ухудшения здоровья);
- сложные погодные условия: гололёд, снегопад, ливень, дождь, туман, наводнения и т.д.;
- плохое качество дорожного покрытия, пешеходной инфраструктуры;
- отсутствие мер по успокоению движения на сложном участке;
- различные факторы, отвлекающие внимание водителя[8]
  - разговоры по телефону или обмен текстовыми сообщениями;
  - разговор с пассажирами;
  - курение за рулём;
  - употребление пищи за рулём;
  - управление электронными устройствами (например, радио, аудио-проигрывателем или GPS-навигатором) во время движения;
  - прослушивание музыки;
  - животные в салоне.
- обувь на высоком каблуке.

Исследования показали, что водители, которые во время езды слушают музыку, более склонны к превышению скорости и чаще попадают в ДТП, так как становятся невнимательными.
| Скорость, км/ч | Вероятность смертельного исхода |
| -------------- | ------------------------------- |
| 32             | 5%                              |
| 48             | 45%                             |
| 64             | 85%                             |

## Кривая Соломона
В 1964 г. Дэвид Соломон исследовал зависимость частоты столкновений автомобиля от отличия его скорости от средней скорости потока и представил результаты в графической форме.
В 1968 г. Джули Сирилло провела аналогичное исследование и получила близкие результаты. Двумя возможными проблемами в исследованиях Соломона и Сирилло было то, что:
1. использованные ими отчёты полиции, водителей и свидетелей — были неточны и ненадёжны,
2. многие столкновения на низкой скорости, наиболее вероятно, включали автомобили, которые поворачивали или только что выехали на дорогу[12].

Данные Соломона и Сирилло в целом были подтверждены в последующей работе в 1970 г., использовавшей автоматизированную обработку данных, но при этом было обнаружено, что аварии с участием поворачивающих автомобилей составляли 44 % от всех аварий, и их исключение резко снижало роль факторов, приводящих к U-образности кривой Соломона.
В 1991 г. Вилдес, Рамбольд, и Лининг анализируя отчёты 707 водителей в Австралии, не обнаружили связи между движением ниже скорости потока и увеличением частоты аварий.

## ДТП в России
В России за 5 лет (2005-2010) ущерб экономике составил 5,5 триллиона рублей, что было сопоставимо со всеми расходами на здравоохранение за тот же период; по данным на 2012 год ежегодно в ДТП гибло около 20000 человек, ущерб от всех ДТП составлял около 2,5 % ВНП России.
|  | Год | Кол-во ДТП | Погибло | Ранено    |
|  | --- | ---------- | ------- | --------- |
|  | 2000 | 157 495    | 29 594  | 179 401   |
|  | 2001 | 164 401    | 30 916  | 187 790   |
|  | 2002 | 184 360    | 33 243  | 215 678   |
|  | 2003 | 204 267    | 35 602  | 243 919   |
|  | 2004 | 208 558    | 34 506  | 251 386   |
|  | 2005 | 223 342    | 33 957  | 274 864   |
|  | 2006 | 229 140    | 32 724  | 285 362   |
|  | 2007 | 233 809    | 33 308  | 292 206   |
|  | 2008 | 218 322    | 29 936  | 270 883   |
|  | 2009 | 203 603    | 26 084  | 257 034   |
|  | 2010 | 199 431    | 26 567  | 250 635   |
|  | 2011 | 199 868    | 27 953  | 251 849   |
|  | 2012 | 203 597    | 27 991  | 258 617   |
|  | 2013 | 204 068    | 27 025  | 258 437   |
|  | 2014 | 199 720    | 26 963  | 251 785   |
|  | 2015 | 184 000    | 23 114  | 231 197   |
|  | 2016 | 173 700    | 20 308  | 221 140   |
|  | 2017 | 169 432    | 19 088  | 215 374   |
|  | 2018 | 168 099    | 18 214  | 214 853   |
|  | 2019 | 164 358    | 16 981  | 210 877   |
|  | 2020 | 145 073    | 16 152  | 183 040   |
|  | 2021 | 133 331    | 14 874  | 167 856   |
|  | 2022 | 126 705    | 14 172  | 159 635   |
|  | 2023 | 132 466    | 14 504  | 166 500   |
|  | 2024 | 132 037    | 14 403  | 164 754   |
|  | 2025 |            |         |           |
|  | Всего | 4 619 146  | 633 981 | 5 734 805 |
|  | - До 2009 года статистика ГИБДД считала погибшими в ДТП тех, кто умирал в течение 7 суток после аварии. Все, кто умирал позднее, в официальные данные не попадали. С 2009 года порядок учёта погибших в ДТП изменён — срок наблюдения за пострадавшими в ДТП увеличен с 7 до 30 суток. Тем не менее, в 2009 году зафиксирована меньшая смертность в ДТП по сравнению с прошлым годом и наименьшая с 1988 года. |            |         |           |

По данным ГИБДД, в 2012 году в России произошло около 200 тысяч ДТП, в которых погибло почти 28 тысяч человек и получило ранения 250 тысяч. 
До 2023 года число ДТП ежегодно  снижалось, однако их число в 2023 г. выросло на 5 %. 
Процентные показатели ДТП в России за 2010 год по данным ГИБДД:
- из-за нарушения ПДД водителями транспортных средств — 85 % (в том числе находившимися в состоянии опьянения). Из них:
  - 25 % ДТП происходит из-за несоблюдения скоростного режима водителями на дорогах.
  - 15 % ДТП происходит из-за нарушений правил проезда перекрёстка.
  - 10 % ДТП занимает выезд на встречную полосу движения.
- из-за нарушения ПДД водителями транспортных средств в состоянии опьянения — 5,94 % (11 845 из 199 431)
- из-за нарушения ПДД пешеходами — 16,03 % (31 969 из 199 431)
- из-за неудовлетворительного состояния улиц и дорог — 20,99 % (41 863 из 199 431)
- из-за эксплуатации технически неисправных транспортных средств — 0,57 % (1 127 из 199 431)

Сумма долей больше 100 %, так как в некоторых ДТП задействованы более одной причины.
Глава МВД Рашид Нургалиев в 2009 году заявил, что «как показывает практика, более 80 % всех ДТП происходит по вине самих водителей, вследствие чего „человеческий фактор“ рассматривается в качестве ключевого направления».
По данным  ВОЗ и ОЭСР, за последние 10 лет с 2013 по 2023 год число погибших в ДТП на дорогах России сократилось на 52% с 20,7 до 9,9 на 100 тысяч человек. По темпам падения данного вида смертности среди крупнейших 52 экономик мира РФ занимает второе место.

## ДТП в Европе
За 2010 год ДТП в Европейском регионе ВОЗ (включает РФ) привели к гибели более 92 тысяч человек. В 2021 году по данным евростата в странах членах ЕС погибло в ДТП 19 917 человек.
В большинстве стран Европы погибшими также считаются лица, скончавшиеся в течение 30 суток после ДТП. Однако в Молдавии погибшими считаются скончавшиеся в течение 1 года после ДТП, в Словакии — в течение 1 суток, в Португалии и Албании — на месте ДТП.
| Государство          | Погибло (2007—2019 год) | Погибло (2020 год) |
| -------------------- | ----------------------- | ------------------ |
| Австрия              | 691                     | 344                |
| Албания              | 295 (2013)              | 197 (2021)         |
| Азербайджан          | 845 (2016)              | 696                |
| Армения              | 343 (2018)              | 368 (2021)         |
| Беларусь             | 1726 (2006)             | 745 (2019)         |
| Бельгия              | 1094                    | 499                |
| Болгария             | 1006                    | 463                |
| Босния и Герцеговина | 292 (2014)              | 255 (2021)         |
| Великобритания       | 2946                    | 1558 (2021)        |
| Венгрия              | 1232                    | 544 (2021)         |
| Германия             | 4949                    | 2719               |
| Греция               | 1612                    | 585                |
| Грузия               | 605 (2015)              | 450                |
| Дания                | 303 (2009)              | 130 (2021)         |
| Ирландия             | 338                     | 140 (2019)         |
| Исландия             | 15                      | 8                  |
| Испания              | 3823                    | 1510 (2021)        |
| Италия               | 5131                    | 2395               |
| Кипр                 | 49 (2018)               | 47                 |
| Косово               | 176 (2009)              | 72                 |
| Латвия               | 419                     | 141                |
| Литва                | 740                     | 176                |
| Люксембург           | 46                      | 24 (2021)          |
| Северная Македония   | 165 (2016)              | 116 (2021)         |
| Мальта               | 15 (2010)               | 16 (2019)          |
| Молдавия             | 476 (2009)              | 254 (2021)         |
| Нидерланды           | 791                     | 610                |
| Норвегия             | 233                     | 93                 |
| Польша               | 5583                    | 2245 (2021)        |
| Португалия           | 974                     | 626 (2019)         |
| Россия               | 33308                   | 16152              |
| Румыния              | 2800                    | 1646               |
| Сербия               | 962                     | 521 (2021)         |
| Словакия             | 661                     | 247                |
| Словения             | 293                     | 80                 |
| Турция               | 5007                    | 5362 (2021)        |
| Украина              | 9574                    | 3541               |
| Финляндия            | 380                     | 189 (2022)         |
| Франция              | 4620                    | 2944 (2021)        |
| Хорватия             | 619                     | 237                |
| Черногория           | 100 (2009)              | 55 (2021)          |
| Чехия                | 1222                    | 532 (2021)         |
| Швейцария            | 384                     | 227                |
| Швеция               | 471                     | 204                |
| Эстония              | 196                     | 50 (2022)          |

### ДТП в Эстонии
| Год  | Кол-во ДТП | Погибло | Ранено |
| ---- | ---------- | ------- | ------ |
| 2015 | 1 375      | 67      | 1 725  |
| 2016 | 1 464      | 71      | 1 842  |
| 2017 | 1 414      | 48      | 1 734  |
| 2018 | 1 473      | 67      | 1 836  |
| 2019 | 1 439      | 52      | 1 767  |
| 2020 | 1 406      | 59      | 1 617  |
| 2021 | 1 572      | 55      | 1 773  |
| 2022 | 1 701      | 50      | 1 921  |

По словам Сирле Лойго, ведущего чиновника Департамента полиции и погранохраны, хотя в 2017 году в ДТП погибло рекордно малое количество людей — 48, общая статистика в течение последних лет в лучшую сторону не изменилась. «Большая часть несчастий с пострадавшими или погибшими вызвано рискованным поведением водителей, переоценкой ими своих возможностей, либо управлением автомобиля в нетрезвом состоянии», — подчеркнула Лойго.
В 2020 году за первые 10 месяцев в ДТП пострадали 319 велосипедистов. Это на треть больше, чем в 2019 году. В 2020 году погибли четыре велосипедиста. Чаще других в ДТП попадают пожилые и юные велосипедисты. В 2020 году в авариях пострадали 62 велосипедиста старше 60 лет и полсотни — младше 14 лет. По оценке полиции, молодежь переоценивает свои силы, многим не хватает опыта и умений. По словам Сирле Лойго, ведущего специалиста по охране правопорядка Департамента полиции и погранохраны: «Если в прошлом году большинство аварий с участием велосипедистов были столкновениями с автомобилями, то в 2020 году чаще происходят ДТП с участием только велосипедиста. Он либо падает, либо врезается в какое-нибудь препятствие».

## ДТП в Азии

### ДТП в Казахстане
| Казахстан | 2007 год | 2017 год | 2018 год | 2019 год | 2020 год | 2021 год |
| --------- | -------- | -------- | -------- | -------- | -------- | -------- |
| Погибло   | 4 365    | 2 405    | 1 997    | 1 959    | 1 700    | 1 859    |
| Всего ДТП |          |          |          | 16 614   | 13 515   | 13 940   |

### ДТП в Японии
Основная статья: Смертность в ДТП в Японии по годам
| Государство | Погибло (2007 год) | Погибло (2011 год) | Погибло (2017 год) | Погибло (2018 год) | Погибло (2019 год) | Погибло (2020 год) | Погибло (2021 год) | Погибло (2022 год) |
| ----------- | ------------------ | ------------------ | ------------------ | ------------------ | ------------------ | ------------------ | ------------------ | ------------------ |
| Япония      | 5 744              | 4 612              | 3 694              | 3 532              | 3 215              | 2 839              | 2 636              | 2 610              |

В 2019 году в Японии погибло 3215 человек в ДТП, что соответствует 2,54 смертельных случая на 100 000 человек. Хотя число погибших среди людей в возрасте 65 лет и старше снизилось на 184 до 1782 (японская нация самая престарелая в мире), доля в этой возрастной группе по сравнению с общим числом погибших осталась высокой и составила 55,4%. В 2020 году в Японии погибло 2839 человек в ДТП. 2020 год оказался наименее смертоносным в истории дорожно-транспортных происшествий в Японии, впервые с момента начала сбора данных в 1948 году число погибших в ДТП упало ниже 3000. Общее количество ДТП в 2020 году снизилось примерно на 70 000 по сравнению с 2019 годом до примерно 310 000. Несмотря на то, что количество смертельных случаев по всей Японии резко снизилось, смертность в результате ДТП увеличивалась из года в год в Токио и 10 других префектурах, включая Канагаву, Сидзуоку и Кагаву. Токио впервые за 53 года оказался наихудшим по количеству смертей на дорогах среди всех префектур. В разбивке по префектурам число смертей в результате ДТП в Токио было самым высоким — 155, что на 22 погибших больше, чем в 2019 году. За Токио следует префектура Айти с 154 смертями в результате ДТП, что на два погибших меньше по сравнению с 2019 годом, и губернаторство Хоккайдо с 144 смертями, на 8 погибших меньше по сравнению с 2019 годом.
Число людей в возрасте 65 лет и старше, погибших в дорожно-транспортных происшествиях, уменьшилось примерно на 10% по сравнению с 2019 годом до 1596 человек. Но на эту возрастную группу по-прежнему приходилось чуть больше половины всех смертей на дорогах Японии — 56,2 % — самый высокий показатель за всю историю наблюдения. По состоянию на 2020 года, по данным всемирной книги фактов ЦРУ, население Японии имеет самый высокий средний возраст среди населения всех стран мира — 48,6 лет, является самым престарелым и одним из самых быстро стареющих в мире (за исключением Монако как карликового государства, где эти показатели выше, из-за большого количества богатых и пожилых иммигрантов). По состоянию на 2020 год 29,18% населения Японии было старше 65 лет. Самым худшим годом в Японии по количеству смертей в результате дорожно-транспортных происшествий был 1970 год, когда погибло 16 765 человек. Смертность в результате дорожно-транспортных происшествий постепенно снижается, в 1996 году до отметки в 10 000 человек, в 2008 году до отметки в 5000 человек, в 2020 году упала ниже 3000 человек и продолжает снижаться.
В 2021 году в Японии погибло 2636 человек в ДТП или на 203 человека меньше, чем в 2020 году, когда в ДТП погибло 2839 человек. Япония уже пятый год подряд отмечает новый минимум летальности в ДТП с момента начала сбора данных в 1948 году. В то время как эксперты отметили, что сокращение объема трафика, из-за мер самоизоляции, принятых правительством для борьбы с пандемией COVID-19, вероятно, способствовало снижению смертности в ДТП, но также было отмечено улучшение функций безопасности в автомобилях, а также на повышение осведомленности водителей в вопросах безопасности дорожного движения. Ежемесячная разбивка статистики показала, что июль был единственным месяцем в 2021 году, в котором было зафиксировано больше ДТП по сравнению с тем же месяцем 2020 года. В результате ДТП в июле 2021 года погибло на 20 % больше, чем в июле 2020 года. Число людей в возрасте 65 лет и старше, погибших в ДТП, уменьшилось примерно на 4,8 % по сравнению с 2020 годом до 1520 человек. Но на эту возрастную группу по-прежнему приходилось чуть больше половины всех смертей на дорогах Японии — 57,7 %, что на 1,5 % выше, чем в 2020 году — самый высокий показатель за всю историю наблюдения. Смертность в ДТП в префектуре Айти, а также в Токио и в губернаторстве Хоккайдо значительно снизилась, а густонаселенная префектура Канагава впервые заняла худшее место среди 47 префектур страны. В разбивке по префектурам число смертей в результате ДТП в Канагаве было самым высоким — 142, что на 2 погибших больше, чем в 2020 году. За Канагавой следует префектура Осака с 140 смертями в результате ДТП, что на 16 погибших больше по сравнению с 2020 годом, Токио с 133 смертями, на 22 погибших меньше по сравнению с 2020 годом, Тиба с 121 смертями в результате ДТП, что на 7 погибших меньше по сравнению с 2020 годом, губернаторство Хоккайдо с 120 смертями, на 24 погибших меньше по сравнению с 2020 годом и префектура Айти с 117 смертями, на 37 погибших меньше по сравнению с 2020 годом. В целом, в 16 из 47 префектур Японии, в том числе в Канагаве, Осаке и Хиого, число смертей в результате ДТП увеличилось по сравнению с 2020 годом. Число погибших в результате ДТП на 100 000 населения было самым высоким в префектуре Токусима (4,45), а наименьшее в Токио (0,95). Общее количество ДТП в 2021 году снизилось на 3 753, или 1,2 % по сравнению с 2020 годом до 305 425. Число пострадавших в ДТП в 2021 году уменьшилось на 7 708 человек, или 2,1 % по сравнению с 2020 годом до 361 768 человек.
В 2022 году в Японии погибло 2610 человек в ДТП или на 26 человека меньше, чем в 2021 году, когда в ДТП погибло 2636 человек. Япония уже шестой год подряд отмечает новый минимум летальности в ДТП с момента начала сбора данных в 1948 году. Число людей в возрасте 65 лет и старше, погибших в ДТП, уменьшилось на 3,2 % или 49 человек до 1471 человека. Но на эту возрастную группу по-прежнему приходилось чуть больше половины всех смертей на дорогах Японии — 56,4 %. Аварии с участием пожилых водителей, а также пешеходов, продолжают происходить, и в мае 2022 года правительство ввело такие меры, как обязательные экзамены по вождению для лиц в возрасте 75 лет и старше с записью о всех нарушениях правил дорожного движения, чтобы принимать более взвешенные решения о продлить их водительских прав. В разбивке по префектурам число смертей в результате ДТП в Осаке было самым высоким — 141, что на 1 погибшего больше, чем в 2021 году. За Осакой следует префектура Айти с 137 смертями в результате ДТП, что на 20 погибших больше по сравнению с 2021 годом, Токио с 132 смертями, на 1 погибшего меньше по сравнению с 2021 годом, Тиба с 124 смертями в результате ДТП, что на 3 погибших больше по сравнению с 2021 годом, Хиого с 120 смертями, на 6 погибших больше по сравнению с 2021 годом. В префектуре Тоттори погибло меньше всего в ДТП — 14 человек, что на 5 погибших меньше по сравнению с 2021 годом. Число погибших в результате ДТП на 100 000 населения было самым высоким в префектуре Окаяме (3,94), а самым низким в Токио (0,94). Общее количество ДТП в 2022 году снизилось на 4 003, или 1,3 % по сравнению с 2021 годом до 301 193. Число пострадавших в ДТП в 2022 году уменьшилось на 5 712 человек, или 1,6 % по сравнению с 2021 годом до 356 419 человек.

## ДТП вАмерике

### ДТП в США
Основная статья: Смертность в ДТП в США по годам
В 2022 году в США погибло 42 795 человек в ДТП, что соответствует 12 смертям на 100 000 человек.

## Ответственность
Участник дорожного движения, по вине которого произошло ДТП, повлекшее причинение тяжкого вреда здоровью или смерть человека, несёт уголовную или административную ответственность, которая возникает в тех случаях, когда в действиях водителя имеется состав административного правонарушения, либо преступления (как правило, совершенного по неосторожности). Как в первом, так и во втором случае могут возникать основания для гражданско-правовой ответственности (обязанности по возмещению причиненного вреда).
По законодательству России, автомобиль признаётся источником повышенной опасности, что означает, что владелец автомобиля, чтобы избежать ответственности, должен доказать, что вред был причинён по умыслу потерпевшего или в силу обстоятельств непреодолимой силы. То есть владелец автомобиля, сбивший на нём человека, может не возмещать причинённый вред, только если докажет, что потерпевший сам бросился под колёса или наезд произошёл, например, вследствие непредвиденного порыва ветра. Неосторожность потерпевшего пешехода не может помочь водителю избежать ответственности за причинение вреда жизни и здоровью. При этом, однако, вред, причиненный в результате взаимодействия источников повышенной опасности их владельцам, возмещается на общих основаниях, то есть с учётом их вины (статья 1064 Гражданского кодекса РФ).
Осуждённые за неумышленные преступления отбывают срок в колониях-поселениях. В таких учреждениях нет охраны и постоянного надзора, нет ограничения по почтовому общению и личным свиданиям. Живут в общежитиях, но возможно и предоставление отдельной жилплощади, если осуждённый хочет жить с супругом. В некоторых случаях позволяется жить и вне колонии. Труд осуществляется и оплачивается согласно ТК РФ. За отказ трудиться налагаются взыскания, например, запрет выходить из общежития.

## Оказание помощи пострадавшим
Во многих странах неоказание помощи пострадавшему в ДТП ведёт к ответственности водителей. При большом количестве свидетелей ДТП, возникает психологический эффект — «эффект свидетеля» — препятствующий оказанию помощи.
Во многих странах, в том числе и в России, различными нормативными и правовыми актами устанавливаются перечни лиц, обязанных оказать помощь. Среди них: медицинские сотрудники, спасатели, инструкторы медицинской специальной подготовки и др. Причём они обязаны оказать помощь, даже если находятся не на дежурстве. В уголовном законодательстве большинства стран предусмотрена ответственность за неоказание помощи такими лицами.